# Chimère (film, 1989)
Pour les articles homonymes, voir Chimère.
Pour plus de détails, voir Fiche technique et Distribution.
Chimère est un film français réalisé par Claire Devers, sorti en 1989.

## Synopsis
Alice (Béatrice Dalle), météorologue à Bordeaux, est mariée depuis un an avec Léo (Francis Frappat), architecte : le couple semble heureux jusqu'à ce qu'Alice annonce à Léo qu'elle est enceinte. Il ne souhaite pas cet enfant car il comptait partir sur un grand projet en Afrique. Alice veut garder l'enfant, même au prix de la rupture de son couple, et sa jeune sœur Mimi (Julie Bataille), très attachée à Alice, est bouleversée par leurs querelles : elle meurt finalement noyée et Alice perd l'enfant dans une fausse couche.

## Fiche technique
- Réalisateur : Claire Devers
- Scénariste  : Arlette Langmann et Claire Devers
- Producteur : Philippe Carcassonne
- Musique du film :  John Surman
- Directeur de la photographie : Renato Berta
- Montage :  Hélène Viard
- Création des décors : Jacques Bufnoir
- Création des costumes : Martine Rapin
- Société de production : Christian Bourgois Productions, Cinéa et France 3 Cinéma
- Société de distribution : Union générale cinématographique
- Pays de production  :  France
- Genre : drame
- Durée : 1h34
- Date de sortie : 
  - France : 31 mai 1989

## Distribution
- Béatrice Dalle : Alice
- Wadeck Stanczak : Fred
- Francis Frappat : Léo
- Julie Bataille : Mimi
- Adriana Asti : la mère d'Alice
- Pierre Grunstein : le père d'Alice
- Toni Cecchinato : Gino
- Robert Deslandes : le chasseur
- Isabelle Candelier : la collègue au centre météo
- Maryline Even : la médecin
- Isabelle Renauld : l'infirmière
- Christophe Odent : Paul